# Иван Велков (художник)
Вижте пояснителната страница за други личности с името Иван Велков.
Иван Велков (на македонска литературна норма: Иван Велков) е виден художник от Република Македония.

## Биография
Роден е в 1930 година във Враня, тогава в Югославия. Следва в Художествената академия в Белград, където завършва бакалвър в 1953 година и магистратура в 1955 година. Става член на артистичния кръг „Мугри“. Автор е на множество самостоятелни и колективни изложби в страната и чужбина. Умира в Скопие в 2008 година.